# Nyouya
Nyouya est un village de la Région du Littoral du Cameroun, situé dans la commune de Ngambe. 

## Population et développement
En 1967, la population de Nyouya était de 351 habitants, essentiellement des Babimbi du peuple Bassa. La population de Nyouya était de 182 habitants dont 89 hommes et 93 femmes, lors du recensement de 2005.  